# Eutheria
Eutheria é um grupo de mamíferos que abrange os placentálios e todos os mamíferos extintos mais aparentados aos placentálios do que aos marsupiais.
São mamíferos vivíparos com placentas bem desenvolvida, o que garante o completo desenvolvimento do novo indivíduo, dentro do organismo. Em outras palavras, os indivíduos dessa infraclasse investem mais energia da reprodução, pois são capazes de manter seus filhotes por mais tempo no interior do útero.
Além de possuírem placenta e útero, os Eutheria apresentam separação entre as aberturas anal e urogenital. O ânus é exclusivo para a eliminação de resíduos sólidos do sistema digestório (fezes), enquanto a abertura urogenital, localizada ventralmente em relação ao ânus, é compartilhada pelos sistemas excretor (urina) e reprodutor (espermatozoides ou óvulos, dependendo do sexo do animal).
Os eutérios constituem o maior grupo de mamíferos. São divididos em diversas ordens, sendo algumas das principais a superordem Afrotheria (mamíferos africanos primitivos), superordem Xenarthra (mamíferos com articulações vertebrais especiais), superordem Euarchontoglires (inclui primatas e roedores) e superordem Laurasiatheria (mamíferos de origem no supercontinente Laurásia).

## Características distintivas
- Um maléolo aumentado ("pequeno martelo") na parte inferior da tíbia, o maior dos dois ossos da perna.
- A articulação entre o primeiro osso metatarsal e o osso entocuneiforme (o mais interno dos três ossos cuneiformes) no pé está posicionada mais para trás do que a articulação entre o segundo metatarsal e o osso cuneiforme médio — nos metatérios, essas articulações estão niveladas entre si.
- Várias características da mandíbula e dos dentes, incluindo: a presença de três molares em cada metade da mandíbula, cada canino superior com duas raízes, um paracônido pronunciado no último pré-molar inferior e a região do talônido dos molares inferiores mais estreita do que o trigonídeo.